# Chloumek (Dobrovice)
Chloumek (v místním nářečí Chlomek) je malá vesnice, část města Dobrovice v okrese Mladá Boleslav ve Středočeském kraji. Nachází se tři kilometry severozápadně od Dobrovice, na vrcholové plošině Chloumeckého hřbetu.

## Historie
První písemná zmínka o vesnici pochází z roku 1249.

## Obyvatelstvo
| Rok            | 1869 | 1880 | 1890 | 1900 | 1910 | 1921 | 1930 | 1950 | 1961 | 1970 | 1980 | 1991 | 2001 | 2011 | 2021 |
| -------------- | ---- | ---- | ---- | ---- | ---- | ---- | ---- | ---- | ---- | ---- | ---- | ---- | ---- | ---- | ---- |
| Počet obyvatel | 103  | 100  | 126  | 123  | 136  | 122  | 117  | 93   | 100  | 89   | 73   | 59   | 55   | 115  | 129  |
| Počet domů     | 15   | 16   | 20   | 20   | 21   | 21   | 26   | 28   | 28   | 27   | 24   | 28   | 30   | 46   | 57   |

## Obecní správa
Při sčítání lidu v letech 1850–1979 Chloumek byl samostatnou obcí v okrese Mladá Boleslav. Od 1. ledna 1980 je částí města Dobrovice v okrese Mladá Boleslav.

## Pamětihodnosti
- hradiště Švédské šance severně od vesnice

## Fotogalerie

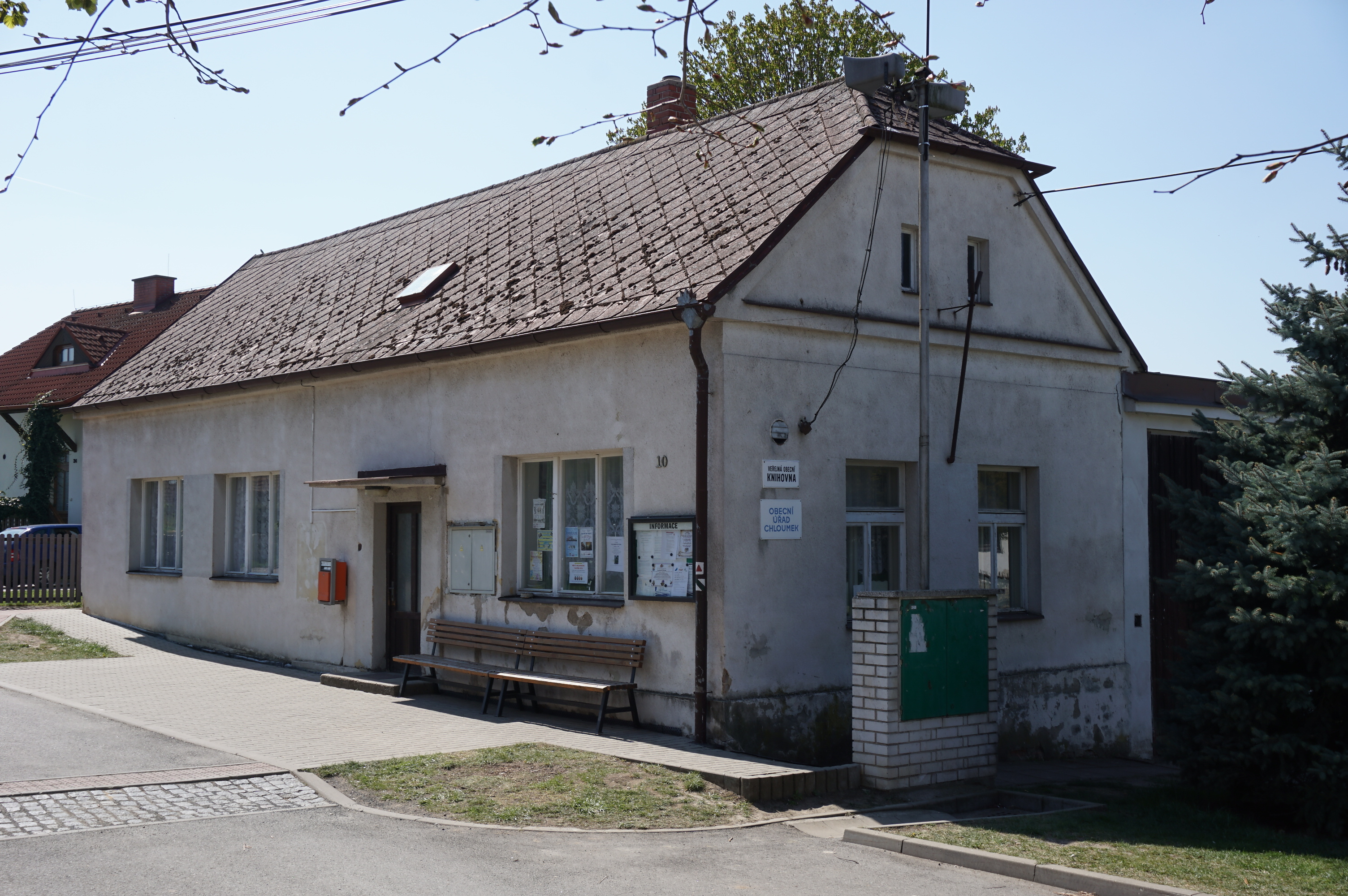
Knihovna a bývalý obecní úřad
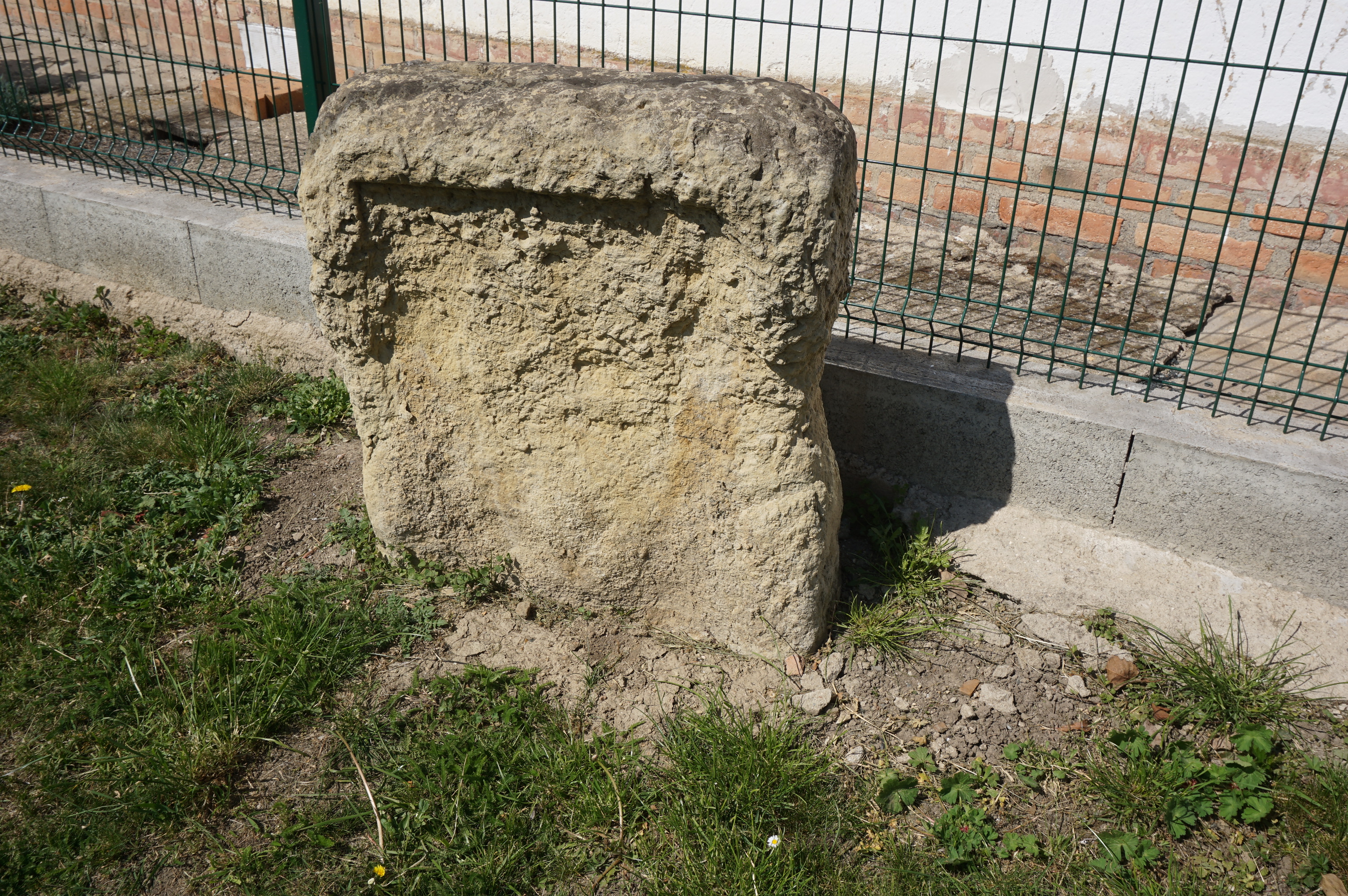
Pamětní kámen na návsi
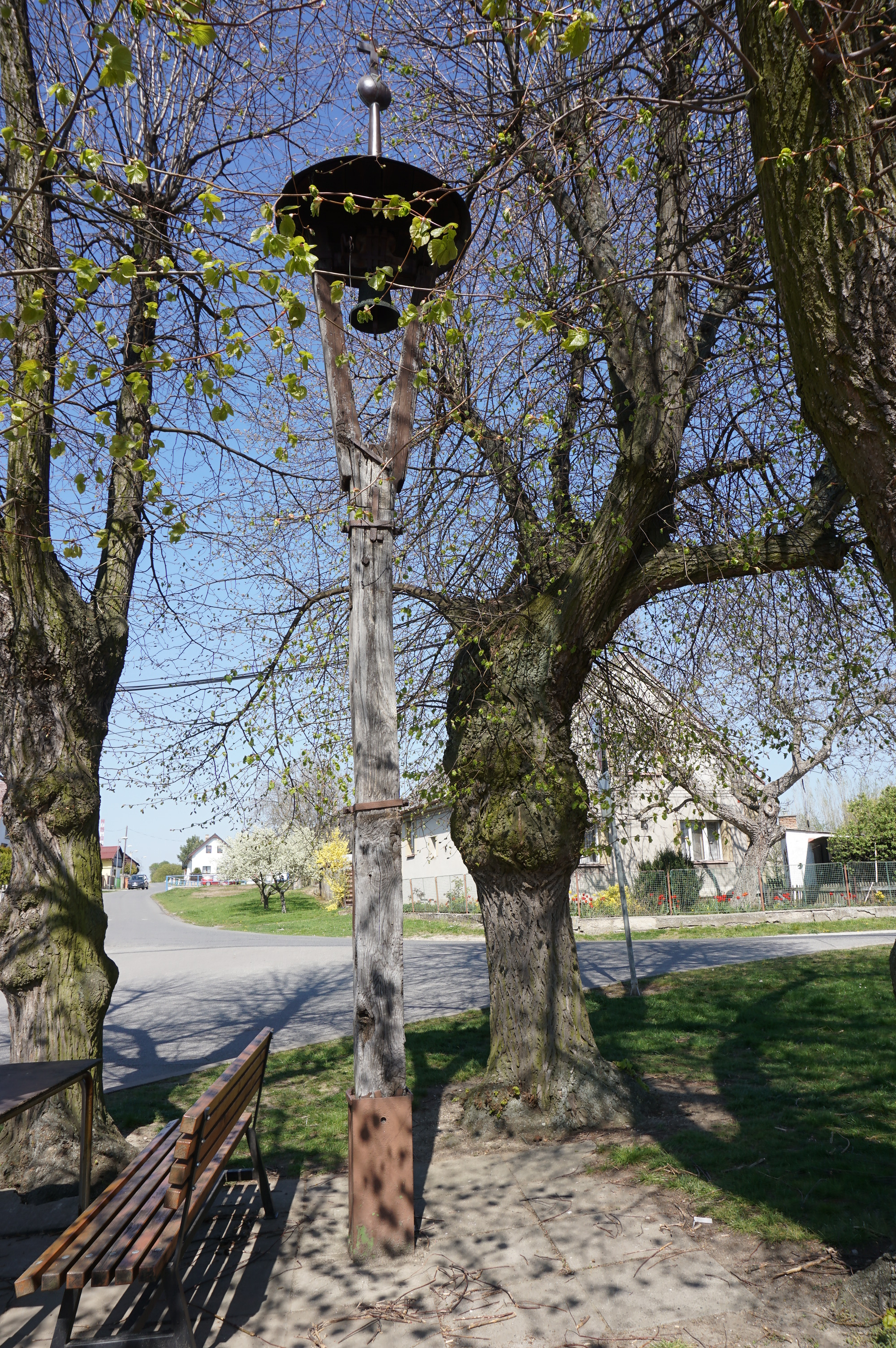
Zvonička na návsi
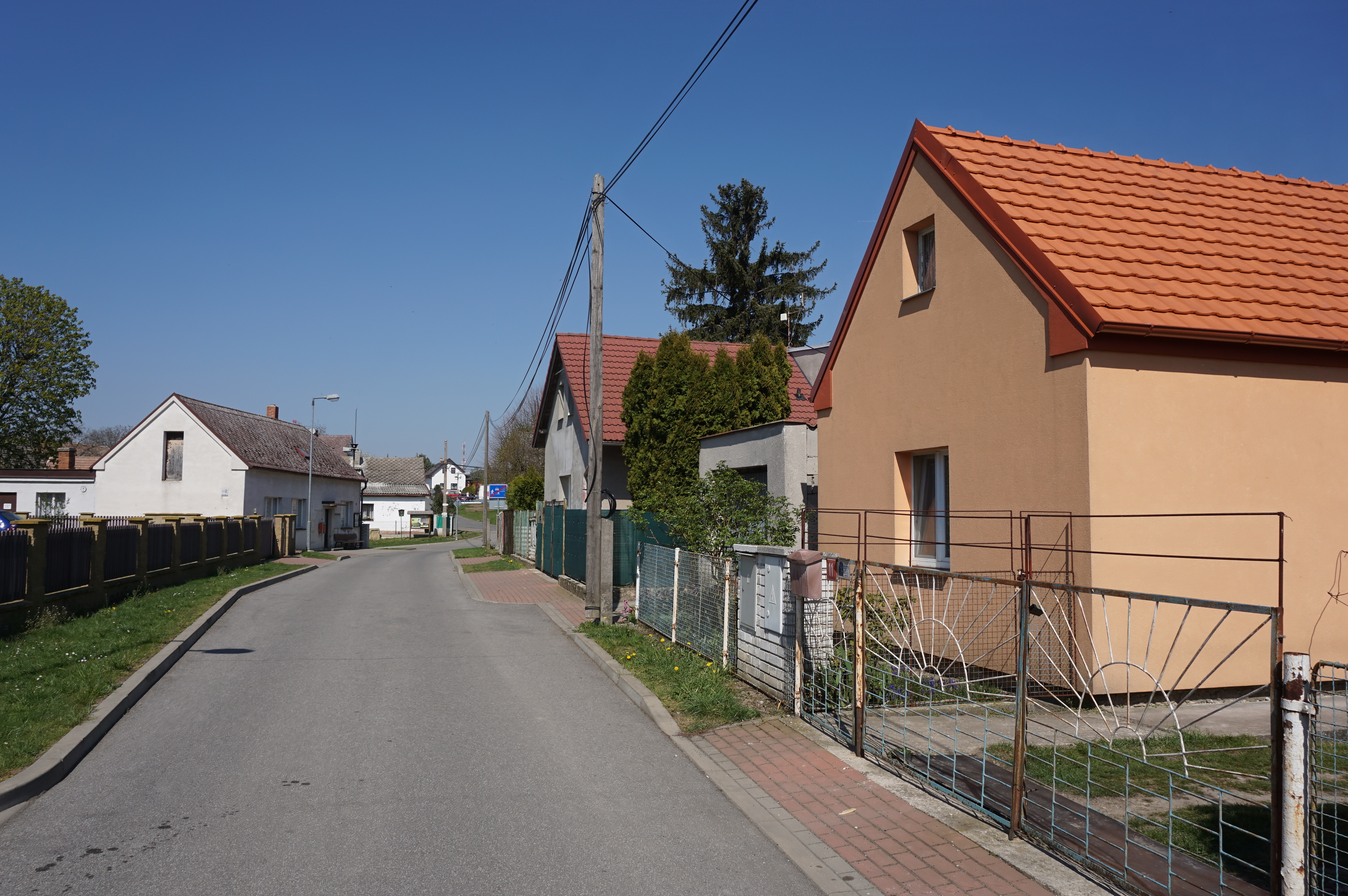
Střed vsi od jihu
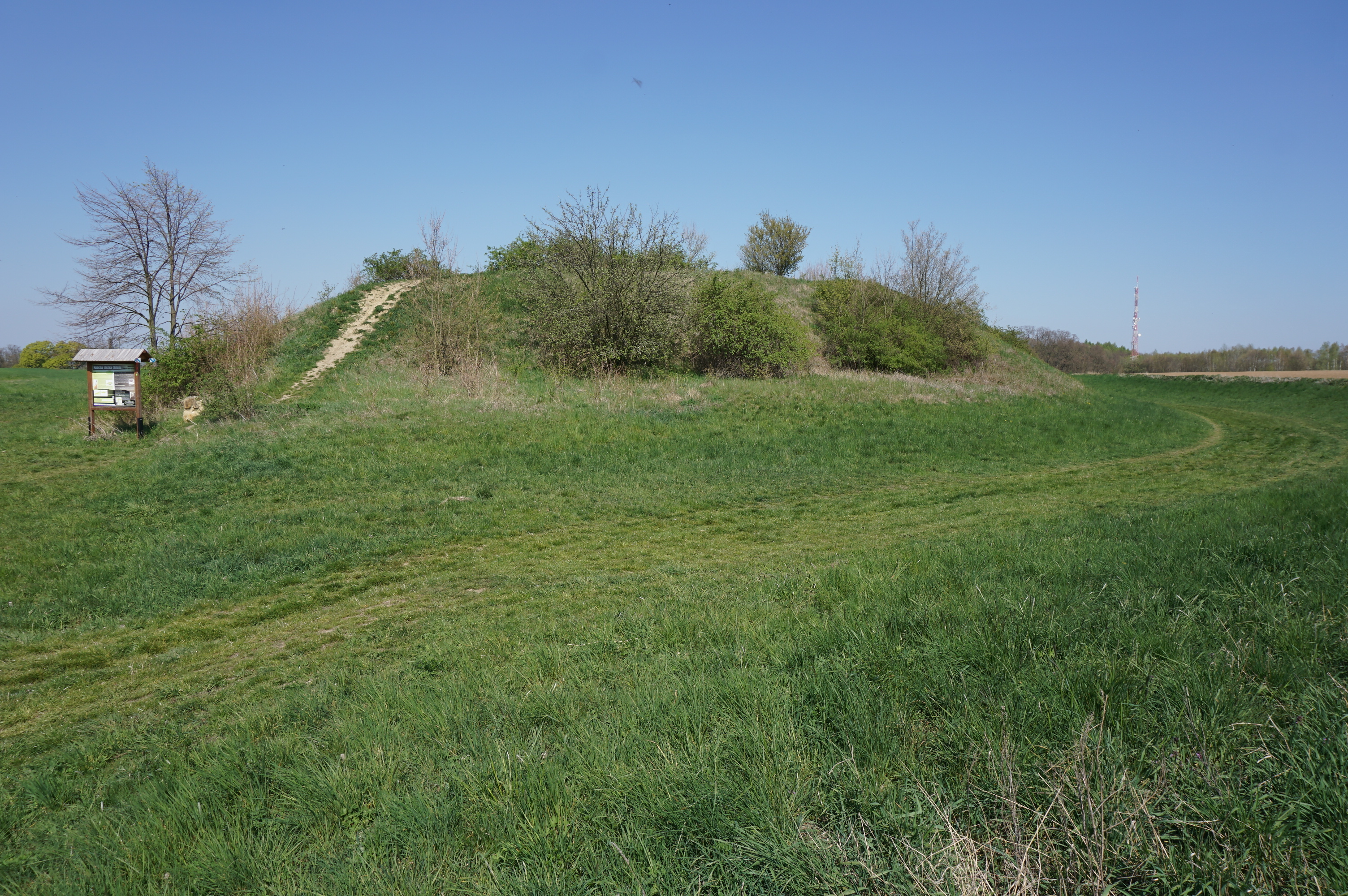
Hradiště Švédské šance
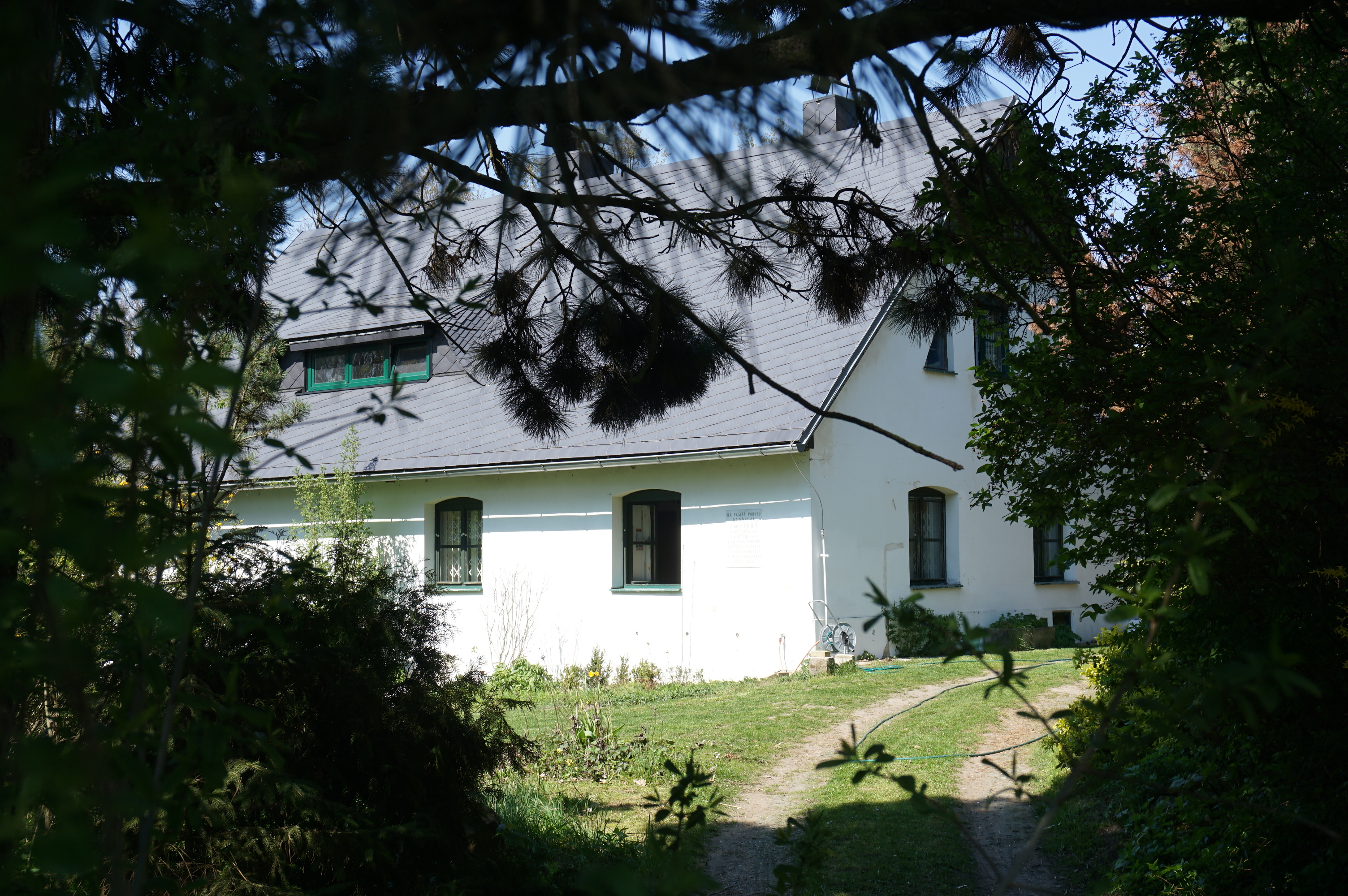
Myslivna Na Hrádku, místo pobytů Bedřicha Smetany
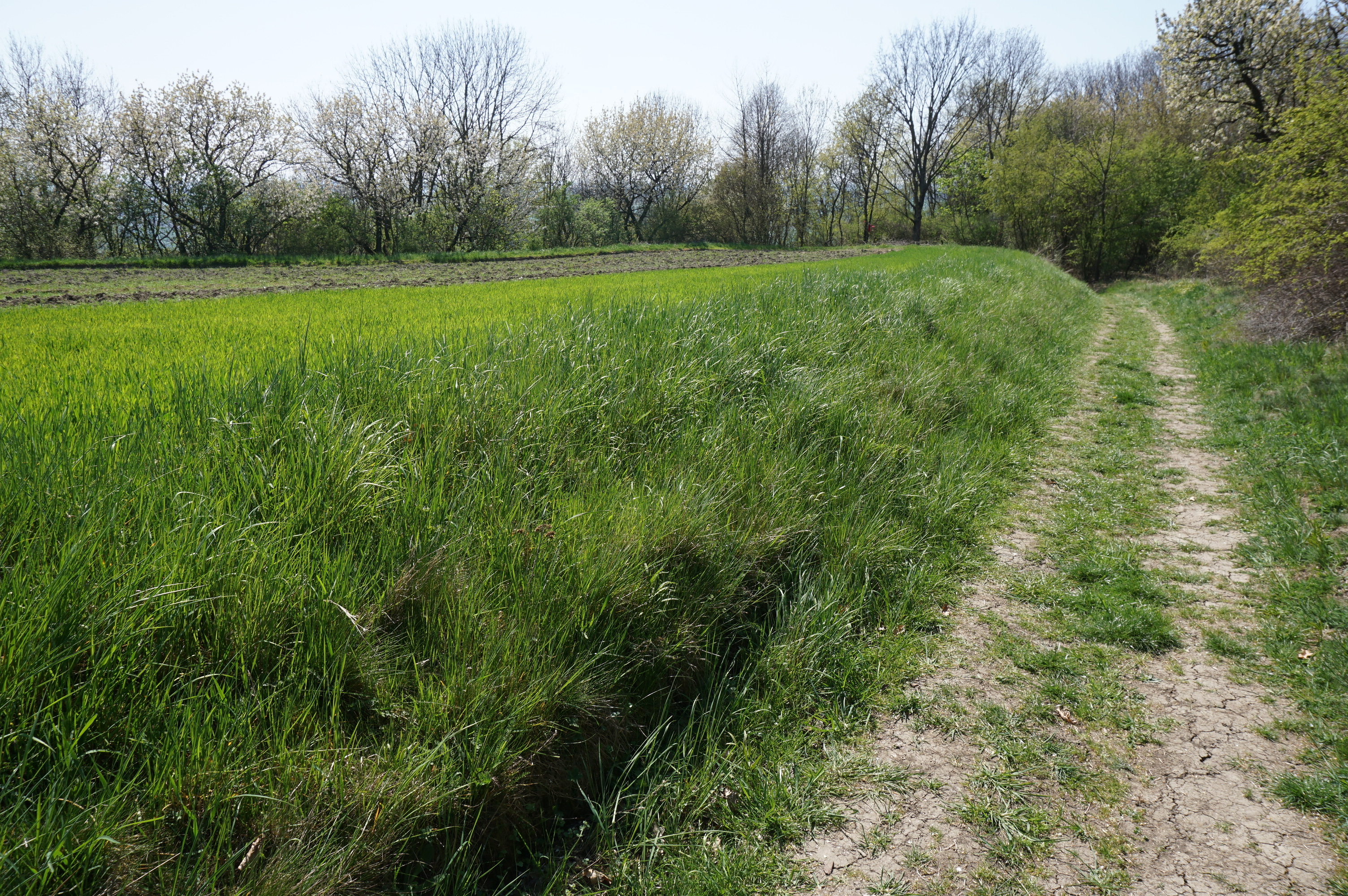
Slovanské hradiště Na Hrádku
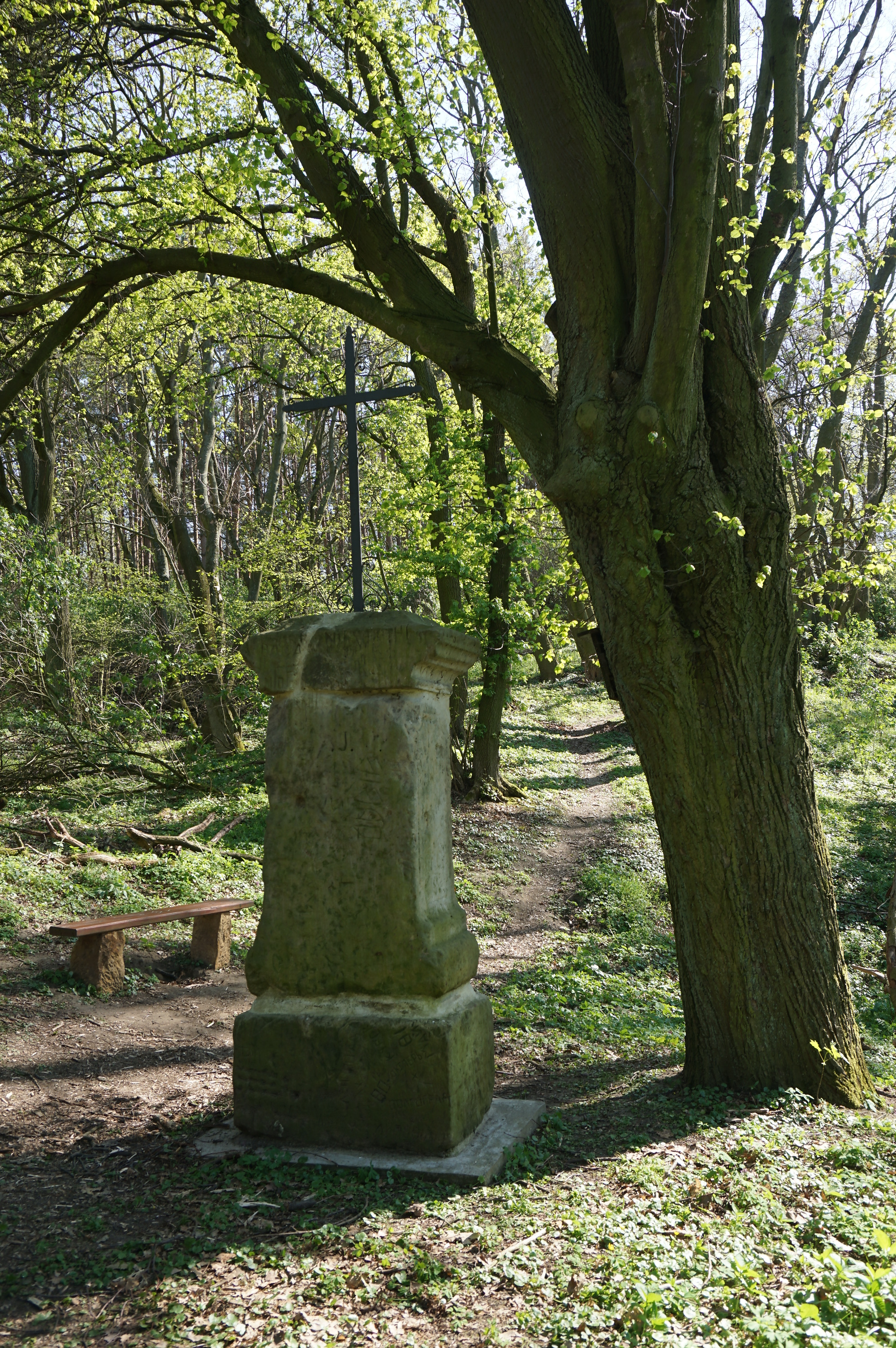
Katův kříž v lese na svazích Chlumu